# Rupert Gürtler
Rupert Gürtler (* 12. Mai 1956 in Bad Aussee, Steiermark) ist ein ehemaliger österreichischer Skispringer.

## Werdegang
Gürtler gewann 1975 überraschend das traditionelle Weihnachtsspringen in St. Moritz und debütierte danach bei der Vierschanzentournee 1975/76 in Innsbruck und Bischofshofen. Er konnte aber dort im Laufe seiner Karriere nie den Durchbruch erreichen. Sein bestes Ergebnis war ein 11. Platz in Bischofshofen am 6. Januar 1977. 1980 sprang er am 4. Januar in Innsbruck erstmals im Skisprung-Weltcup und konnte am 2. März in Engelberg mit Platz 15 seinen ersten und einzigen Weltcup-Punkt gewinnen. Dadurch belegte er gemeinsam mit Sveinung Kirkelund, Thomas Prosser, Jan Jelenský, Nirihiro Konno und Motoshi Iwasaki den 99. Platz in der Weltcup-Gesamtwertung. Am Ende der Saison beschloss er seine aktive Skisprungkarriere. Dennoch nahm Gürtler 1981 und 1983 an den World University Games und auch dreimal an Veteranenspringen teil.
Dem ÖSV blieb er als Trainer erhalten und betreute in der Saison 1988/89 die österreichischen Springer als Cheftrainer. Nach einem eher erfolglosen Jahr wurde er von seinem Weggefährten in der aktiven Laufbahn, Toni Innauer, auf diesem Posten abgelöst. Gegenwärtig ist er im ÖSV für die Trainerausbildung zuständig und unterrichtet am Skigymnasium Stams.

## Erfolge

### Weltcup-Platzierungen
| Saison  | Platz | Punkte |
| ------- | ----- | ------ |
| 1979/80 | 99.   | 01     |